# Луїза Ульріка Гессен-Гомбурзька
Луїза Ульріка Гессен-Гомбурзька (нім. Luise Ulrike von Hessen-Homburg, 26 жовтня 1772 — 18 вересня 1854) — принцеса Гессен-Гомбурзька, донька ландграфа Гессен-Гомбургу Фрідріха V та принцеси Гессен-Дарштадту Кароліни, дружина принца Шварцбург-Рудольштадтського Карла Гюнтера.

## Біографія
Луїза Ульріка народилася 26 жовтня 1772 року у Бад-Гомбургу. Вона була четвертою дитиною та другою донькою в родині ландграфа Гессен-Гомбургу Фрідріха V та його дружини Кароліни Гессен-Дармштадтської. Дівчинка мала старшу сестру Кароліну та братів Фрідріха і Людвіга. Згодом родина поповнилася ще дев'ятьма дітьми, з яких дорослого віку досягли семеро. Мешкало сімейство у Гомбурзькому замку.
У 20 років Луїза Ульріка взяла шлюб із 21-річним принцом Карлом Ґюнтером фон Шварцбург-Рудольштадт. Весілля відбулося у Гомбургу 19 червня 1793. За два роки перед цим старша сестра нареченої взяла шлюб із братом Карла Ґюнтера, Людвігом Фрідріхом, і у квітні 1793 року той став правителем Шварцбург-Рудольштадту.
У подружжя народилося шестеро дітей. Карл Ґюнтер пішов з життя 18 вересня 1825 року. Луїза Ульріка пережила його рівно на 29 років.

## Родина
Чоловік —  Карл Гюнтер, князь Шварцбург-Рудольштадтський
Діти:
- Фрідріх (нар. та пом. 6 жовтня 1798) помер відразу після народження;
- Людвіг (9 травня—20 липня 1800) прожив 2 місяці;
- Адольф (1801—1875) був одруженим із принцесою Матильдою фон Шонбург-Вальденбург, мав четверо дітей;
- Кароліна (1804—1829) — дружина принца Георга Ангальт-Дессау, мала сина та доньку;
- Вільгельм (1806—1849) одруженим не був, дітей не мав;
- Ірена (1809—1833) — дружина князя Шварцбург-Зондерсгаузена Ґюнтера Фрідріха Карла I, мала четверо дітей.